# Bryofityzacja
Bryofityzacja – jedna z form degeneracji fitocenoz.
To proces charakterystyczny dla fitocenoz z drzewostanem iglastym, we wczesnej fazie rozwoju. Może występować na przykład w młodniku, tyczkowinie czy drągowinie. Charakterystyczny jest obfity rozwój warstwy mszystej oraz brak lub niewielki udział roślin zielnych.